# Marquesado de Jústiz de Santa Ana
El marquesado de Jústiz de Santa Ana es un título nobiliario español creado el 28 de abril de 1758 por el rey Fernando VI, con el vizcondado previo del Bosque, a favor de Juan José Jústiz y Umpiérrez, primer titular que falleció antes de obtener el correspondiente Real despacho, que le fue extendido al II poseedor con la actual denominación, el 11 de junio de 1761.  La denominación original fue «Casa-Jústiz», «a lo que se opuso la provincia de Guipúzcoa, representada por José Ortiz de Saracho, razón por la cual dicha denominación fue cambiada por la que lleva». La nueva denominación hace referencia al apellido del primer concesionario, cuya familia era originaria del «Caserío Jústiz», en las laderas del monte Jaizquíbel, situado en Fuenterrabía (España).

## Marqueses de Jústiz de Santa Ana
|                                | Titular                                              | Periodo                  |
| Creación por Fernando VI       | Creación por Fernando VI                             | Creación por Fernando VI |
| ------------------------------ | ---------------------------------------------------- | ------------------------ |
| I                              | Juan José Justiz y Umpiérrez                         | 1758-1759                |
| II                             | Manuel José Aparicio del Manzano y Jústiz            | 1761-1796                |
| III                            | María de la Luz Josefa Aparicio del Manzano y Jústiz | 1796-1819                |
| IV                             | Juan Francisco O'Reilly y Núñez del Castillo         | 1866-1868                |
| Rehabiliación por Alfonso XIII |                                                      |                          |
| V                              | María Francisca O'Reilly y Pedroso                   | 1925-1930                |
| VI                             | María Francisca de la Cámara y O'Reilly              | 1930-1981                |
| VII                            | Juan Antonio de Zárraga y de la Cámara               | 1981-2014                |
| VIII                           | Leonardo del Monte y de Zárraga                      | 2015-                    |

## Historia de los Marqueses de Jústiz de Santa Ana
- Juan José Justiz y Umpiérrez de Armas, Hechavarría y Carmona (baut. Catedral de La Habana, 21 de noviembre de 1691)-ibídem, 13 de septiembre de 1759), I marqués de Jústiz de Santa Ana.[1] Fue alcalde de La Habana, contador general de la Real Hacienda. Obtuvo la dignidad nobiliaria por sus servicios y por los que había prestado su difunto hermano, el coronel Manuel José. Otorgó testamento el 25 de noviembre de 1758 en el cual fundó un mayorazgo para los hijos de sus hermanos.  Le sucedió su sobrino,[1]  hijo de su hermana Leonor de Jústiz Umpiérrez y de su esposo Juan Aparicio de Manzano y Ortiz de Sandoval, bautizado el 26 de mayo de 1688 en la parroquia del Apostolado de San Mateo en Alburquerque y el primero de esta familia que pasó a La Habana.[1]

- Manuel José Aparicio del Manzano y Jústiz (La Habana, 24 de diciembre de 1721-23 de septiembre de 1796), II marqués de Jústiz de Santa Ana, por real despacho en 1761, contador mayor del Real Tribunal de Cuentas de la Isla de Cuba, alcalde ordinario de La Habana, Gentilhombre de Cámara de S.M. por real decreto del 26 de septiembre de 1795, caballero de la Orden de Carlos III en la que ingresó el 26 de septiembre de 1788,[1][2]  y juez de apelaciones de la provincia de la Luisiana.

Se casó en la catedral de La Habana el 24 de septiembre de 1751 con  su prima Beatriz Agustina de Jústiz y Zayas-Bazán (1733-ca. 1802),  hija de Manuel de Jústiz y Umpiérrez y de Beatriz de Zayas-Bazán y Fromesta. Fueron padres de dos hijas, María de la Luz Josefa Aparicio, que heredó el título,  y María de la Concepción Aparicio del Manzano y Justíz (m, 27 de febrero de 1853), casada en primeras con Miguel de Cárdenas y Chacón, II marqués de Prado-Ameno, y en segundas con José Arango y Núñez del Castillo.
- María de la Luz Josefa Aparicio del Manzano y Jústiz (La Habana, 22 de abril de 1758-20 de noviembre de 1819),[3][5] III marquesa de Jústiz de Santa Ana.[a]

Se casó el 19 de julio de 1775 en la catedral de La Habana con Francisco José Calvo de la Puerta y O'Farrill, Arango y Arriola (La Habana, 22 de julio de 1750-29 de julio de 1796),  II conde de Buenavista y caballero de la Orden de Santiago en 1771,  hijo de Pedro Calvo de la Puerta y Arango, el primer conde de Buenavista, y de su esposa Catalina O'Farrill y Arriola.
A la muerte de la tercera marquesa, el título quedó vacante y declarado caducado.  Su segundo nieto, considerado el IV titular, obtuvo la tenuta provisional.
- Juan Francisco O'Reilly y Núñez del Castillo (La Habana, 2 de octubre de 1839-13 de enero de 1868), IV marqués de Jústiz de Santa Ana.[7] Fue abogado, juez de paz del distrito de Guadalupe en La Habana, gentilhombre de cámara con ejercicio, caballero de la Orden de Calatrava desde 1851, y comendador de la Orden de Carlos III.  Era hijo de Manuel Francisco Antonmio O'Reilly y Calvo de la Puerta,  IV conde de Buena Vista, III conde de O'Reilly[8] y de la condesa del Castillo con Grandeza y  VI marquesa de San Felipe y Santiago.[9]  El 5 de octubre de 1866 obtuvo carta provisional para la tenuta del marquesado expedida por el capitán general y gobernador civil de la isla de Cuba.[7]

Se casó  el 20 de diciembre de 1866 con Dolores-Bernabela de Pedroso y Pedroso (n. La Habana, 11 de junio de 1850), que después de enviudar se casó en segundas nupcias con un primo de su difunto esposo, Manuel O'Reilly y Ruiz de Apodaca. Le sucedió su hija:

## Rehabilitación en 1925
- María Francisca O'Reilly y Pedroso, (La Habana, 30 de octubre de 1867-26 de abril de 1938), V marquesa de Jústiz de Santa Ana, V condesa de Buenavista[11][12]  Fue dama noble de la Orden de María Luisa.  Obtuvo la posesión del marquesado por real carta de rehabilitación del 8 de julio de 1925.[12]

Se casó el 21 de diciembre de 1891 en la villa de Guanabacoa con José Ignacio de la Cámara y Morell de Santa Cruz (n. La Habana, 1 de febrero de 1854)  En unión de su primogénito José Ignacio de la Cámara y O'Reilly (VIII marqués de San Felipe y Santiago, y VII conde del Castillo, con Grandeza de España) cedieron esta dignidad, en 1930, a su hija:
- María Francisca de la Cámara y O'Reilly, VI marquesa de Jústiz de Santa Ana mediante Real Carta de Sucesión del 9 de julio de 1930.[13][12]

Casó con Marcos de Zárraga y Ortiz Ugarte y Carrillo.  Le sucedió, el 17 de marzo de 1981, su hijo:
- Juan Antonio de Zárraga y de la Cámara, VII marqués de Jústiz de Santa Ana.[14] Le sucedió su sobrino:

- Leonardo del Monte y de Zárraga, VIII marqués de Jústiz de Santa Ana.[15]